# 謝莫米斯烏
謝莫米斯烏（波蘭語：Siemomysł，？—約960年），波蘭人的公爵，是皮雅斯特王朝早期的君主。
根據高盧無名氏所著《波蘭王公事蹟》，謝莫米斯烏是萊謝克公爵之子，他的長子即為波蘭第一位基督教統治者梅什科一世。